# Óscar Mingueza
Óscar Mingueza García (Santa Perpetua de Moguda, Barcelona, 13 de mayo de 1999) es un futbolista español que juega como defensa en el Real Club Celta de Vigo de la Primera División de España. Es hermano de la también futbolista Ariadna Mingueza.

## Trayectoria
Comenzó su carrera deportiva en el F. C. Barcelona, al que perteneció desde que ingresó en sus categorías inferiores en 2007, llegando al equipo juvenil en 2016, con el que consiguió levantar la Liga Juvenil de la UEFA 2017-18.
En 2018 fue promovido al filial, el F. C. Barcelona "B", e hizo la pretemporada con el primer equipo. Debutó como sénior el 26 de agosto, en la derrota del Barça B por 3-1 frente al C. D. Alcoyano.
El 24 de noviembre de 2020 hizo su debut con el primer equipo, en un partido de la Liga de Campeones de la UEFA 2020-21 frente al FC Dinamo de Kiev que terminó con victoria blaugrana por 0-4.
Cinco días después debutó en la Primera División en un encuentro que acabó con victoria por 4-0 frente al C. A. Osasuna. El 15 de marzo de 2021, en la misma competición, marcó su primer gol con el primer equipo contra la S. D. Huesca que servía para poner el 3-1 en el marcador. El 10 de abril marcó frente al Real Madrid el único gol del Barcelona, finalizando el partido en derrota por 2-1. En la final de la Copa del Rey disputó como titular el partido frente al Athletic Club, consiguiendo la victoria por 0-4 y logrando su primer título como profesional. El 30 de abril el club hizo efectiva la opción que tenía de ampliar su contrato y renovó hasta junio de 2023 con una cláusula de rescisión de 100 millones de euros.
El 30 de julio de 2022 el F. C. Barcelona y el R. C. Celta de Vigo anunciaron un principio de acuerdo para su traspaso, que se acabaría de materializar una vez superara la revisión médica. Tres días después se completó el fichaje, firmando un contrato por cuatro años y guardándose el F. C. Barcelona una opción de recompra y un 50% de una futura venta. Debutó el 13 de agosto jugando los últimos minutos ante el R. C. D. Espanyol y cometió el penalti que privó al conjunto celeste de sumar los tres puntos.

## Selección nacional
El 15 de marzo de 2021 fue convocado por primera vez con la selección española sub-21 para disputar los encuentros de la fase de grupos de la Eurocopa de la categoría. Debutó en el partido de la segunda jornada ante Italia y terminó expulsado. En los cuartos de final jugó como titular frente a Croacia, avanzando a semifinales tras ganar España por 2 a 1. En esa ronda España perdió contra Portugal por 1-0 quedándose sin poder disputar la final.
El 8 de junio del mismo año debutó con la selección absoluta en un amistoso contra Lituania, en el que la selección española venció por 4-0.
Fue convocado por Luis de la Fuente con la selección olímpica para disputar los Juegos Olímpicos de Tokio 2020 que se celebraron durante los meses de julio y agosto de 2021. España disputó la final contra Brasil, perdiendo por 2-1 en la prórroga y consiguiendo la medalla de plata.

#### Resumen de partidos internacionales absolutos
| 1 | 8 de junio de 2021 | Estadio Municipal de Butarque, Leganés, España | España | Bandera de España | 4-0 | Bandera de Lituania | Lituania |  | Amistoso |

## Estadísticas

### Clubes
| Club                         | Div.          | Temporada     | Liga  | Liga  | Copas nacionales | Copas nacionales | Copas internacionales | Copas internacionales | Total | Total |
| Club                         | Div.          | Temporada     | Part. | Goles | Part.            | Goles            | Part.                 | Goles                 | Part. | Goles |
| ---------------------------- | ------------- | ------------- | ----- | ----- | ---------------- | ---------------- | --------------------- | --------------------- | ----- | ----- |
| F. C. Barcelona "B" · España | 2.ª B         | 2018-19       | 15    | 0     | —                | —                | —                     | —                     | 15    | 0     |
| F. C. Barcelona "B" · España | 2.ª B         | 2019-20       | 19    | 0     | —                | —                | —                     | —                     | 19    | 0     |
| F. C. Barcelona "B" · España | 2.ª B         | 2020-21       | 2     | 0     | —                | —                | —                     | —                     | 2     | 0     |
| F. C. Barcelona "B" · España | Total club    | Total club    | 36    | 0     | 0                | 0                | 0                     | 0                     | 36    | 0     |
| F. C. Barcelona · España     | 1.ª           | 2020-21       | 27    | 2     | 7                | 0                | 5                     | 0                     | 39    | 2     |
| F. C. Barcelona · España     | 1.ª           | 2021-22       | 19    | 0     | 1                | 0                | 7                     | 0                     | 27    | 0     |
| F. C. Barcelona · España     | Total club    | Total club    | 46    | 2     | 8                | 0                | 12                    | 0                     | 66    | 2     |
| R. C. Celta de Vigo · España | 1.ª           | 2022-23       | 21    | 0     | 2                | 0                | ―                     | ―                     | 23    | 0     |
| R. C. Celta de Vigo · España | 1.ª           | 2023-24       | 38    | 2     | 3                | 0                | ―                     | ―                     | 41    | 2     |
| R. C. Celta de Vigo · España | 1.ª           | 2024-25       | 34    | 4     | 2                | 0                | ―                     | ―                     | 36    | 4     |
| R. C. Celta de Vigo · España | 1.ª           | 2025-26       | 1     | 0     | 0                | 0                | 0                     | 0                     | 1     | 0     |
| R. C. Celta de Vigo · España | Total club    | Total club    | 94    | 6     | 7                | 0                | 0                     | 0                     | 101   | 6     |
| Total carrera                | Total carrera | Total carrera | 176   | 8     | 15               | 0                | 12                    | 0                     | 203   | 8     |
| 1. 2.                        |               |               |       |       |                  |                  |                       |                       |       |       |

## Palmarés

### Títulos nacionales
| Título       | Club            | País   | Año     |
| ------------ | --------------- | ------ | ------- |
| Copa del Rey | F. C. Barcelona | España | 2020-21 |

### Títulos internacionales
| Título                  | Club (*)                    | Sede  | Año  |
| ----------------------- | --------------------------- | ----- | ---- |
| Liga Juvenil de la UEFA | F. C. Barcelona Juvenil "A" | Suiza | 2018 |
| Juegos Olímpicos        | España sub-23               | Tokio | 2020 |

(*) Incluyendo la selección.